# 最高指揮官
《最高指揮官》是《橫掃千軍》的續作，被公認為1997年遊戲《橫掃千軍》的精神延續作品，於2007年4月上市，《最高指揮官》由《橫掃千軍》製作人克里斯·泰勒成立的遊戲製作公司Gas Powered Games開發。

## 簡介
此遊戲由三大種族構成，分別為聯合地球聯邦（UEF）、塞布蘭國（Cybran）及萬古啟示（Illuminate）。
遊戲中如同以往橫掃千軍軍種配置，有陸海空T1 T2 T3等級軍種，以及有終極實驗性單位，依種族不同，其單位從戰略建築到巨型攻城機械不等。

## 資料片
- 最高指揮官－鋼鐵同盟（Supreme Commander Forged Alliance）

## 续作
- 最高指揮官2（Supreme Commander 2）